# EHF Champions League 2013-2014 (pallamano maschile)
La EHF Champions League 2013-2014, nota per ragioni di sponsorizzazione come Velux Champions League, è la 54ª edizione del massimo torneo europeo di pallamano riservato alle squadre di club. È organizzata dall'European Handball Federation, la federazione europea di pallamano.
La competizione è iniziata il 21 agosto 2013 e si è conclusa il 1º giugno 2014 con la vittoria del SG Flensburg-Handewitt.

## Formula
- Turno di qualificazione: verrà disputato da venti squadre raggruppate in tre gironi di quattro club più quattro gironi da due club; le prime classificate di ogni gruppo si qualificheranno alla fase successiva mentre le altre squadre saranno retrocesse in EHF Cup.
- Fase a gironi: Verranno disputati quattro gruppi da sei squadre con gare di andata e ritorno. Le prime quattro di ogni girone si qualificheranno alla fase ad eliminazione diretta.
- Ottavi di finale: le sedici squadre qualificate dalla fase precedente disputeranno gli ottavi di finale con la formula della eliminazione diretta con partite di andata e ritorno.
- Quarti di finale: le otto squadre qualificate dal turno precedente disputeranno i quarti di finale con la formula della eliminazione diretta con partite di andata e ritorno.
- Final Four: per la quarta volta verranno disputate le Final Four del torneo; le semifinali e le finali saranno giocate il 1º e il 2 giugno nella Lanxess Arena di Colonia.

## Turno di qualificazione

### Gruppo 1
| Squadra 1     | Squadra 2 | Andata                                                           | Ritorno                                              | Totale  |
| ------------- | --------- | ---------------------------------------------------------------- | ---------------------------------------------------- | ------- |
| Handball Esch | HK Drott  | Lussemburgo - Centre sportif National 24 agosto 2013 - ore 18:00 | Halmstad - Halmstad Arena 31 agosto 2013 - ore 16:00 | 44 - 63 |
| Handball Esch | HK Drott  | 30 - 26 (17-15)                                                  | 14 - 37 (9-15)                                       | 44 - 63 |
| Handball Esch | HK Drott  | 500 Spett. - Report                                              | 1.185 Spett. - Report                                | 44 - 63 |

Verdetti:
- Qualificato alla fase a gironi Champions League:  HK Drott
- Qualificato al 2º turno EHF Cup:  Handball Esch

### Gruppo 2
Semifinali
| Squadra 1        | Squadra 2         | Risultato                                            |
| ---------------- | ----------------- | ---------------------------------------------------- |
| GK Dinamo Minsk  | AEK               | Prešov - City Hall Prešov 31 agosto 2013 - ore 15:30 |
| GK Dinamo Minsk  | AEK               | 25 - 21 (11-13)                                      |
| GK Dinamo Minsk  | AEK               | 822 Spett. - Report                                  |
| HT Tatran Prešov | Beşiktaş Istanbul | Prešov - City Hall Prešov 31 agosto 2013 - ore 18:00 |
| HT Tatran Prešov | Beşiktaş Istanbul | 32 - 30 (17-12)                                      |
| HT Tatran Prešov | Beşiktaş Istanbul | 1.723 Spett. - Report                                |

Finale 3º/4º posto
| Squadra 1 | Squadra 2         | Risultato                                               |
| --------- | ----------------- | ------------------------------------------------------- |
| AEK       | Beşiktaş Istanbul | Prešov - City Hall Prešov 1º settembre 2013 - ore 15:30 |
| AEK       | Beşiktaş Istanbul | 34 - 30 (21-14)                                         |
| AEK       | Beşiktaş Istanbul | 538 Spett. - Report                                     |

Finale 1º/2º posto
| Squadra 1       | Squadra 2        | Risultato                                               |
| --------------- | ---------------- | ------------------------------------------------------- |
| GK Dinamo Minsk | HT Tatran Prešov | Prešov - City Hall Prešov 1º settembre 2013 - ore 18:00 |
| GK Dinamo Minsk | HT Tatran Prešov | 29 - 27 (14-13)                                         |
| GK Dinamo Minsk | HT Tatran Prešov | 3.072 Spett. - Report                                   |

Verdetti:
- Qualificato alla fase a gironi Champions League:  GK Dinamo Minsk
- Qualificati al 3º turno EHF Cup:  HT Tatran Prešov,  AEK
- Qualificato al 2º turno EHF Cup:  Beşiktaş Istanbul

### Gruppo 3
Semifinali
| Squadra 1           | Squadra 2        | Risultato                                                      |
| ------------------- | ---------------- | -------------------------------------------------------------- |
| RK Borac Banja Luka | Motor Zaporižžja | Novi Sad - Sportska hala Slana Bara 31 agosto 2013 - ore 17:00 |
| RK Borac Banja Luka | Motor Zaporižžja | 18 - 40 (5-20)                                                 |
| RK Borac Banja Luka | Motor Zaporižžja | 500 Spett. - Report                                            |
| RK Vojvodina        | Alpla HC Hard    | Novi Sad - Sportska hala Slana Bara 31 agosto 2013 - ore 19:30 |
| RK Vojvodina        | Alpla HC Hard    | 27 - 26 (10-12)                                                |
| RK Vojvodina        | Alpla HC Hard    | 1.000 Spett. - Report                                          |

Finale 3º/4º posto
| Squadra 1           | Squadra 2     | Risultato                                                         |
| ------------------- | ------------- | ----------------------------------------------------------------- |
| RK Borac Banja Luka | Alpla HC Hard | Novi Sad - Sportska hala Slana Bara 1º settembre 2013 - ore 17:00 |
| RK Borac Banja Luka | Alpla HC Hard | 17 - 25 (7-12)                                                    |
| RK Borac Banja Luka | Alpla HC Hard | 200 Spett. - Report                                               |

Finale 1º/2º posto
| Squadra 1        | Squadra 2    | Risultato                                                         |
| ---------------- | ------------ | ----------------------------------------------------------------- |
| Motor Zaporižžja | RK Vojvodina | Novi Sad - Sportska hala Slana Bara 1º settembre 2013 - ore 19:30 |
| Motor Zaporižžja | RK Vojvodina | 36 - 24 (17-11)                                                   |
| Motor Zaporižžja | RK Vojvodina | 1.200 Spett. - Report                                             |

Verdetti:
- Qualificato alla fase a gironi Champions League:  Motor Zaporižžja
- Qualificati al 3º turno EHF Cup:  RK Vojvodina,  Alpla HC Hard
- Qualificato al 2º turno EHF Cup:  RK Borac Banja Luka

### Gruppo 4
Semifinali
| Squadra 1    | Squadra 2        | Risultato                                       |
| ------------ | ---------------- | ----------------------------------------------- |
| FC Porto     | Elverum Håndball | Porto - Dragão Caixa 31 agosto 2013 - ore 14:00 |
| FC Porto     | Elverum Håndball | 29 - 28 (13-13)                                 |
| FC Porto     | Elverum Håndball | 1.460 Spett. - Report                           |
| HCM Costanza | HV Volendam      | Porto - Dragão Caixa 31 agosto 2013 - ore 16:30 |
| HCM Costanza | HV Volendam      | 34 - 25 (19-14)                                 |
| HCM Costanza | HV Volendam      | 530 Spett. - Report                             |

Finale 3º/4º posto
| Squadra 1        | Squadra 2   | Risultato                                          |
| ---------------- | ----------- | -------------------------------------------------- |
| Elverum Håndball | HV Volendam | Porto - Dragão Caixa 1º settembre 2013 - ore 16:30 |
| Elverum Håndball | HV Volendam | 32 - 24 (18-13)                                    |
| Elverum Håndball | HV Volendam | 150 Spett. - Report                                |

Finale 1º/2º posto
| Squadra 1 | Squadra 2    | Risultato                                          |
| --------- | ------------ | -------------------------------------------------- |
| FC Porto  | HCM Costanza | Porto - Dragão Caixa 1º settembre 2013 - ore 14:00 |
| FC Porto  | HCM Costanza | 26 - 22 (12-9)                                     |
| FC Porto  | HCM Costanza | 1.704 Spett. - Report                              |

Verdetti:
- Qualificato alla fase a gironi Champions League:  FC Porto
- Qualificati al 3º turno EHF Cup:  HCM Costanza,  Elverum Håndball
- Qualificato al 2º turno EHF Cup:  HV Volendam

### Gruppo Wild Card
| Squadra 1            | Squadra 2      | Andata                                                                  | Ritorno                                                       | Totale  |
| -------------------- | -------------- | ----------------------------------------------------------------------- | ------------------------------------------------------------- | ------- |
| RK Metalurg Skopje   | SC Pick Szeged | Skopje - Boris Trajkovski Sports Arena 28 agosto 2013 - ore 19:00       | Seghedino - Varosi Sportcsarnok 1º settembre 2013 - ore 19:00 | 44 - 63 |
| RK Metalurg Skopje   | SC Pick Szeged | 26 - 16 (13-11)                                                         | 19 - 23 (7-11)                                                | 44 - 63 |
| RK Metalurg Skopje   | SC Pick Szeged | 5.000 Spett. - Report                                                   | 3.200 Spett. - Report                                         | 44 - 63 |
| Montpellier Handball | Wisła Płock    | Montpellier - Palais des Sports René Bougnol 29 agosto 2013 - ore 19:00 | Płock - Orlen Arena 1º settembre 2013 - ore 16:00             | 44 - 63 |
| Montpellier Handball | Wisła Płock    | 29 - 27 (11-15)                                                         | 23 - 28 (10-13)                                               | 44 - 63 |
| Montpellier Handball | Wisła Płock    | 3.000 Spett. - Report                                                   | 5.000 Spett. - Report                                         | 44 - 63 |
| Füchse Berlino       | Amburgo        | Berlino - Max Schmeling Halle 21 agosto 2013 - ore 19:00                | Amburgo - O2 World 23 agosto 2013 - ore 19:00                 | 44 - 63 |
| Füchse Berlino       | Amburgo        | 30 - 30 (18-15)                                                         | 26 - 27 (10-14)                                               | 44 - 63 |
| Füchse Berlino       | Amburgo        | 7.128 Spett. - Report                                                   | 6.620 Spett. - Report                                         | 44 - 63 |

Verdetti:
- Qualificato alla fase a gironi Champions League: RK Metalurg Skopje, Wisła Płock, Amburgo
- Qualificato al 3º turno EHF Cup:  SC Pick Szeged,  Montpellier Handball,  Füchse Berlino

## Fase a gironi

### Girone A
|  | Pos. | Squadra            | Pt | G  | V | N | S | GF  | GS  | D   | Note                              |
|  | ---- | ------------------ | -- | -- | - | - | - | --- | --- | --- | --------------------------------- |
|  | 1.   | KC Veszprém        | 17 | 10 | 8 | 1 | 1 | 303 | 243 | +60 | Qualificato agli ottavi di finale |
|  | 2.   | Rhein-Neckar Löwen | 16 | 10 | 7 | 2 | 1 | 305 | 252 | +53 | Qualificato agli ottavi di finale |
|  | 3.   | RK Celje           | 9  | 10 | 4 | 1 | 5 | 269 | 272 | -3  | Qualificato agli ottavi di finale |
|  | 4.   | Motor Zaporozhye   | 9  | 10 | 4 | 1 | 5 | 277 | 296 | -22 | Qualificato agli ottavi di finale |
|  | 5.   | RK Zagreb          | 8  | 10 | 4 | 0 | 6 | 267 | 282 | -15 |                                   |
|  | 6.   | San Pietroburgo HC | 1  | 10 | 0 | 1 | 9 | 216 | 292 | -76 |                                   |

### Girone B
|  | Pos. | Squadra      | Pt | G  | V | N | S | GF  | GS  | D   | Note                              |
|  | ---- | ------------ | -- | -- | - | - | - | --- | --- | --- | --------------------------------- |
|  | 1.   | THW Kiel     | 17 | 10 | 8 | 1 | 1 | 298 | 268 | +30 | Qualificato agli ottavi di finale |
|  | 2.   | KIF Kolding  | 14 | 10 | 7 | 0 | 3 | 249 | 240 | +9  | Qualificato agli ottavi di finale |
|  | 3.   | KS Kielce    | 13 | 10 | 6 | 1 | 3 | 307 | 276 | +31 | Qualificato agli ottavi di finale |
|  | 4.   | Wisła Płock  | 8  | 10 | 4 | 0 | 6 | 275 | 277 | -2  | Qualificato agli ottavi di finale |
|  | 5.   | FC Porto     | 5  | 10 | 2 | 1 | 7 | 241 | 278 | -37 |                                   |
|  | 6.   | Dunkerque HB | 3  | 10 | 1 | 1 | 8 | 237 | 268 | -31 |                                   |

### Girone C
|  | Pos. | Squadra            | Pt | G  | V | N | S | GF  | GS  | D   | Note                              |
|  | ---- | ------------------ | -- | -- | - | - | - | --- | --- | --- | --------------------------------- |
|  | 1.   | FC Barcelona       | 17 | 10 | 8 | 1 | 1 | 348 | 256 | +92 | Qualificato agli ottavi di finale |
|  | 3.   | RK Metalurg Skopje | 12 | 10 | 5 | 2 | 3 | 256 | 265 | -9  | Qualificato agli ottavi di finale |
|  | 2.   | PSG Handball       | 13 | 10 | 6 | 1 | 3 | 315 | 288 | +27 | Qualificato agli ottavi di finale |
|  | 4.   | RK Vardar          | 10 | 10 | 4 | 2 | 4 | 269 | 263 | +6  | Qualificato agli ottavi di finale |
|  | 5.   | GK Dinamo Minsk    | 7  | 10 | 3 | 1 | 6 | 266 | 295 | -29 |                                   |
|  | 6.   | Wacker Thun        | 1  | 10 | 0 | 1 | 9 | 242 | 329 | -87 |                                   |

### Girone D
|  | Pos. | Squadra                | Pt | G  | V | N | S | GF  | GS  | D   | Note                              |
|  | ---- | ---------------------- | -- | -- | - | - | - | --- | --- | --- | --------------------------------- |
|  | 1.   | HSV Hamburg            | 18 | 10 | 9 | 0 | 1 | 330 | 266 | +64 | Qualificato agli ottavi di finale |
|  | 2.   | SG Flensburg-Handewitt | 17 | 10 | 8 | 1 | 1 | 314 | 272 | +42 | Qualificato agli ottavi di finale |
|  | 4.   | Aalborg Handball       | 8  | 10 | 4 | 0 | 6 | 275 | 265 | +10 | Qualificato agli ottavi di finale |
|  | 3.   | RK Gorenje Velenje     | 8  | 10 | 4 | 0 | 6 | 307 | 320 | -13 | Qualificato agli ottavi di finale |
|  | 5.   | Naturhouse La Rioja    | 8  | 10 | 3 | 2 | 5 | 292 | 320 | -28 |                                   |
|  | 6.   | HK Drott               | 1  | 10 | 0 | 1 | 9 | 289 | 364 | -75 |                                   |

## Ottavi di finale
| Squadra 1           | Squadra 2 | Gara 1     | Gara 2  | Totale  |
| ------------------- | --------- | ---------- | ------- | ------- |
| HC Motor Zaporozhye | THW Kiel  | Zaporižžja | Kiel    | 56 - 71 |
| HC Motor Zaporozhye | THW Kiel  | 28 - 31    | 28 - 40 | 56 - 71 |

| Squadra 1        | Squadra 2 | Gara 1  | Gara 2     | Totale  |
| ---------------- | --------- | ------- | ---------- | ------- |
| Aalborg Handball | Barcelona | Aalborg | Barcellona | 42 - 60 |
| Aalborg Handball | Barcelona | 22 - 29 | 20 - 31    | 42 - 60 |

| Squadra 1 | Squadra 2   | Gara 1  | Gara 2  | Totale  |
| --------- | ----------- | ------- | ------- | ------- |
| RK Vardar | HSV Hamburg | Skopje  | Amburgo | 58 - 57 |
| RK Vardar | HSV Hamburg | 28 - 28 | 30 - 29 | 58 - 57 |

| Squadra 1   | Squadra 2   | Gara 1  | Gara 2   | Totale  |
| ----------- | ----------- | ------- | -------- | ------- |
| Wisła Płock | KC Veszprém | Płock   | Veszprém | 60 - 64 |
| Wisła Płock | KC Veszprém | 34 - 33 | 26 - 31  | 60 - 64 |

| Squadra 1          | Squadra 2 | Gara 1  | Gara 2  | Totale  |
| ------------------ | --------- | ------- | ------- | ------- |
| RK Gorenje Velenje | PSG HB    | Velenje | Parigi  | 55 - 62 |
| RK Gorenje Velenje | PSG HB    | 30 - 28 | 25 - 34 | 55 - 62 |

| Squadra 1 | Squadra 2              | Gara 1  | Gara 2     | Totale  |
| --------- | ---------------------- | ------- | ---------- | ------- |
| RK Celje  | SG Flensburg-Handewitt | Celje   | Flensburgo | 53 - 55 |
| RK Celje  | SG Flensburg-Handewitt | 26 - 25 | 27 - 30    | 53 - 55 |

| Squadra 1          | Squadra 2   | Gara 1  | Gara 2     | Totale  |
| ------------------ | ----------- | ------- | ---------- | ------- |
| RK Metalurg Skopje | KIF Kolding | Skopje  | Copenaghen | 53 - 43 |
| RK Metalurg Skopje | KIF Kolding | 23 - 17 | 30 - 26    | 53 - 43 |

| Squadra 1 | Squadra 2          | Gara 1  | Gara 2   | Totale  |
| --------- | ------------------ | ------- | -------- | ------- |
| KS Kielce | Rhein-Neckar Löwen | Kielce  | Mannheim | 55 - 55 |
| KS Kielce | Rhein-Neckar Löwen | 32 - 28 | 23 - 27  | 55 - 55 |

## Quarti di finale
| Squadra 1          | Squadra 2 | Gara 1   | Gara 2     | Totale  |
| ------------------ | --------- | -------- | ---------- | ------- |
| Rhein-Neckar Löwen | Barcelona | Mannheim | Barcellona | 62 - 62 |
| Rhein-Neckar Löwen | Barcelona | 38 - 31  | 24 - 31    | 62 - 62 |

| Squadra 1              | Squadra 2 | Gara 1     | Gara 2  | Totale  |
| ---------------------- | --------- | ---------- | ------- | ------- |
| SG Flensburg-Handewitt | RK Vardar | Flensburgo | Skopje  | 49 - 49 |
| SG Flensburg-Handewitt | RK Vardar | 24 - 22    | 25 - 27 | 49 - 49 |

| Squadra 1          | Squadra 2 | Gara 1     | Gara 2   | Totale  |
| ------------------ | --------- | ---------- | -------- | ------- |
| RK Metalurg Skopje | THW Kiel  | Flensburgo | Veszprém | 47 - 65 |
| RK Metalurg Skopje | THW Kiel  | 21 - 31    | 26 - 34  | 47 - 65 |

| Squadra 1 | Squadra 2   | Gara 1  | Gara 2   | Totale  |
| --------- | ----------- | ------- | -------- | ------- |
| PSG HB    | KC Veszprém | Parigi  | Veszprém | 52 - 59 |
| PSG HB    | KC Veszprém | 26 - 28 | 26 - 31  | 52 - 59 |

## Final4

### Semifinali
| Squadra 1       | Squadra 2              | Risultato             |
| --------------- | ---------------------- | --------------------- |
| Barcelona Lassa | SG Flensburg-Handewitt | Colonia, 31 mag. 2014 |
| Barcelona Lassa | SG Flensburg-Handewitt | 39 – 41 d.t.r.        |
| KC Veszprém     | THW Kiel               | Colonia, 31 mag. 2014 |
| KC Veszprém     | THW Kiel               | 26 – 29               |

### Finale 3/4 posto
| Squadra 1       | Squadra 2   | Risultato            |
| --------------- | ----------- | -------------------- |
| Barcelona Lassa | KC Veszprém | Colonia, 1 giu. 2014 |
| Barcelona Lassa | KC Veszprém | 26 – 25              |

### Finale
| Squadra 1              | Squadra 2 | Risultato            |
| ---------------------- | --------- | -------------------- |
| SG Flensburg-Handewitt | THW Kiel  | Colonia, 1 giu. 2014 |
| SG Flensburg-Handewitt | THW Kiel  | 30 – 28              |

## Statistiche

### Classifica marcatori
| Giocatore       | Squadra             | Reti |
| --------------- | ------------------- | ---- |
| Momir Ilić      | Veszprém            | 103  |
| Renato Vugrinec | Metalurg            | 95   |
| Marko Vujin     | Kiel                | 85   |
| Kiril Lazarov   | Barcellona          | 80   |
| Gašper Marguč   | Celje               | 79   |
| Anders Eggert   | Flensburg-Handewitt | 78   |
| Uwe Gensheimer  | Rhein-Neckar Löwen  | 77   |
| Siarhei Rutenka | Barcellona          | 73   |

### Top7
- Miglior portiere:  Niklas Landin Jacobsen
- Miglior ala destra:  Luc Abalo
- Miglior terzino destro:  Kiril Lazarov
- Miglior centrale:  Mikkel Hansen
- Miglior terzino sinistro:  Momir Ilić
- Miglior ala sinistra:  Timur Dibirov
- Miglior pivot:  Renato Sulić

- Miglior difensore:  Timuzsin Schuch

### Fonti
- Archivio della Champions League sul sito Todor66.com, su todor66.com.